# Термоелектрана Никола Тесла
Термоелектрана „Никола Тесла“ (ТЕ „Никола Тесла“ или ТЕНТ) је највећа термоелектрана у Србији и представља предузеће које обједињује 4 термоелектране и интерну железницу. У саставу овог предузећа су термоелектране „Никола Тесла А“ и „Никола Тесла Б“ у Обреновцу, термоелектрана „Колубара“ у Великим Црљенима и термоелектрана „Морава“ у Свилајнцу. Укупно има 14 генератора инсталисаног капацитета 3.286 MW, односно 36% свих произвођачких капацитета електричне енергије у Србији, и највећи је произвођач електричне енергије у југоисточној Европи. Годишња производња струје износи око 16.400 GWh, што износи око 47% годишње производње струје у Србији. Име је добила по српском научнику Николи Тесли.
Термоелектране у Обреновцу се снабдевају нискокалоричним лигнитом из Колубарских површинских копова. Транспорт се врши интерном железницом дужине 30 km којом се превози годишње 37 милиона тона лигнита.

## Инсталисани капацитети
Снаге генератора у термоелектранама су следеће:
На десној обали Саве 30 km узводно од Београда, близу Обреновца је ТЕ Никола Тесла А.
| ТЕНТ А    | ТЕНТ А     |
| генератор | снага (MW) |
| --------- | ---------- |
| А1        | 210        |
| А2        | 210        |
| А3        | 305        |
| А4        | 308,5      |
| А5        | 308,5      |
| А6        | 308,5      |

Око 50 km узводно од Београда, између села Скела и Ушће је  ТЕ Никола Тесла Б.
| ТЕНТ Б    | ТЕНТ Б     |
| генератор | снага (MW) |
| --------- | ---------- |
| Б1        | 620        |
| Б2        | 620        |

На ободу рударског копа Колубара у месту Велики Црљени налази се ТЕ Колубара, најстарија активна термоелектрана у електропривреди Србије.
| ТЕК       | ТЕК        |
| генератор | снага (MW) |
| --------- | ---------- |
| К1        | 32         |
| К2        | 32         |
| К3        | 65         |
| К4        | 32         |
| К5        | 110        |

На обали Велике Мораве близу Свилајнца је ТЕ Морава. Првобитно је коришћен угаљ из оближњих јамских рудника угља а сада из Колубаре или Костолца.
| ТЕМ       | ТЕМ        |
| генератор | снага (MW) |
| --------- | ---------- |
| —         | 125        |

Укупна инсталисана снага је 3286,5 MW.

## Историја
Историја термоелектране почиње пуштањем у погон блока снаге 32 MW електране „Колубара“ 20. октобра 1956. године. Термоелектрана „Морава“ је пуштена у рад 31. јануара 1969. године са блоком снаге 125 MW.
Термоелектрана „Обреновац“ је првобитно планирана капацитета 5×200 MW и први блок снаге 210 MW је пуштен у погон 7. марта 1970. године, а други блок већ у септембру исте године. Тада је промењена првобитна одлука и почела је изградња још 4 блока по 308 MW. Последњи, шести блок је пуштен у погон 26. децембра 1979. године. Тог тренутка је то била највећа термоелектрана на Балкану капацитета 1650 MW.
Термоелектрана „Обреновац“ мења име у термоелектрана „Никола Тесла“ 24. априла 1975. године.
Радови на термоелектрани „Никола Тесла Б“ почели су 1978. године. Први блок од 620 MW је пуштен 3. новембра 1983. године, а други блок 28. новембра 1985. године.
Током НАТО бомбардовања СРЈ електрана је претрпела велике штете, гађана је електрана „Колубара“ а велика разарања претрпела су разводна и далеководна постројења у близини ТЕНТ А.
Дана 12. децембра 2021. због проблема у производњи угља на коповима, по први пут у историји рада заустављен је рад свих блокова ТЕ Никола Тесла А и Б.

## Будућност
Изградња ТЕ Колубара Б капацитета два генератора по 350 MW је почела 1988. године, али је после три године обустављена. ЕПС је 20. јануара 2009. године расписао тендер за изградњу два блока по 350 MW Колубара Б и трећи блок од 700 MW за термоелектрану „Никола Тесла Б“. Избор извођача се очекује до краја године, а завршетак објеката у року од пет до шест година.